# Lipiny (powiat ostrowski)
Lipiny – osada leśna w Polsce położona w województwie wielkopolskim, w powiecie ostrowskim, w gminie Odolanów. Miejscowość wchodzi w skład sołectwa Uciechów.
Miejscowość położona była W latach 1975–1998 w województwie kaliskim, a przed rokiem 1975 i od 1999 w powiecie ostrowskim.